# Adriana Porowska

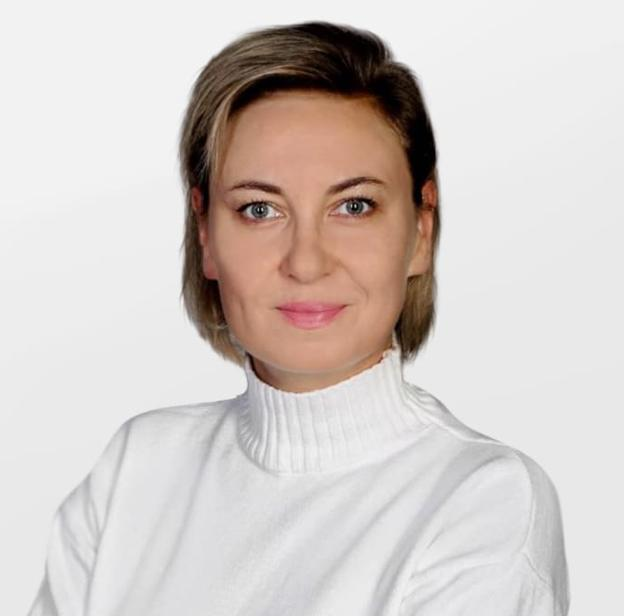
Adriana Porowska 2024

Adriana Porowska (geboren 26. Oktober 1978) ist eine polnische Sozialarbeiterin, Sozialpolitikerin und seit dem 16. Oktober 2024 als Nachfolgerin von Agnieszka Buczyńska Ministerin für die Zivilgesellschaft im Kabinett Tusk III.

## Beruflicher Werdegang
Adriana Porowska erwarb einen Abschluss in Sozialer Arbeit an der Christlich-Theologischen Akademie in Warschau. Zusätzlich absolvierte sie Kurse in Gebärdensprache, Mediation und der Arbeit mit Menschen mit psychischen Störungen.
Sie war als Streetworkerin mit ausgegrenzten und geflüchteten Menschen tätig und leitete eine Unterkunft und Ausbildungswohnungen für von Obdachlosigkeit bedrohte Menschen und für vor dem Krieg in der Ukraine Geflüchtete. 19 Jahre lang leitete sie in Warschau-Ursus die Kamillianische Mission für Soziale Wohlfahrt.
Porowska war unter anderem Ko-Vorsitzende des Expertenausschusses zur Bekämpfung von Obdachlosigkeit beim Bürgerbeauftragten, Mitglied des Sozialrats des Bürgerbeauftragten und Vorsitzende des Ausschusses für den sektoralen sozialen Dialog über Obdachlosigkeit beim Warschauer Stadtpräsidenten.

## Politische Ämter
Im Mai 2024 wurde Porowska zur stellvertretenden Bürgermeisterin der Stadt Warschau berufen. In diesem Amt war sie zuständig für soziale Angelegenheiten, soziale Kommunikation und die Zusammenarbeit mit Nichtregierungsorganisationen und beaufsichtigte die Abteilungen für Sozialhilfe und soziale Projekte sowie das Zentrum für Soziale Kommunikation.
2020 schloss sich Porowska der Partei Polen 2050 an. Sie unterstützte die Kandidatur von Szymon Hołownia für das Präsidentenamt und beriet ihn in sozialpolitischen Angelegenheiten.
Am 16. Oktober 2024 wurde Adriana Porowska von Präsident Andrzej Duda zur Ministerin für die Zivilgesellschaft ernannt.

## Auszeichnung
Im Jahr 2023 wurde Adriana Porowska im Rahmen des landesweiten Wettbewerbs „Polka XXI wieku“ (Polin des 21. Jahrhunderts) mit einem Sonderpreis für die Unterstützung von Geflüchteten aus der Ukraine ausgezeichnet.